# Big Mama’s Haus – Die doppelte Portion
Big Mama’s Haus – Die doppelte Portion (Originaltitel: Big Mommas: Like Father, Like Son, auch Big Momma’s House 3) ist eine US-amerikanische Filmkomödie aus dem Jahr 2011. Der Hauptdarsteller ist Martin Lawrence. Der Film ist die zweite Fortsetzung von Big Mama’s Haus von 2000. Die erste Fortsetzung erschien 2006 unter dem Titel Big Mama’s Haus 2.

## Handlung
Trent, der Stiefsohn von Malcolm Turner, hat die High School abgeschlossen und wird auf der Duke University angenommen. Er möchte jedoch als Rapper unter dem Namen Prodi-G Karriere machen, wofür er jedoch das Einverständnis seines Vaters braucht. Dann wird Trent Zeuge eines russischen Mafiamordes und gerät somit in größte Gefahr. Malcolm nimmt sich vor, Trent zu schützen und dabei noch den russischen Gangster zu fassen. Also muss sich Trent als Big Mamas Großnichte verkleiden und Malcolm auf eine Kunstschule für Frauen begleiten, um möglichst wenig aufzufallen. Dort suchen sie den versteckten USB-Stick, um den Gangster zur Strecke bringen zu können. Schließlich schnappen die beiden den Gangster, und Trent – durch ein Gespräch mit einem Mädchen angestiftet – beschließt, nun doch auf das College zu gehen – obwohl sein Vater ihm die Rapperkarriere erlaubt hätte.

## Hintergründe
Die Produktionskosten für Big Mama’s Haus – Die doppelte Portion betrugen etwa 32 Millionen US-Dollar. Gedreht wurde an verschiedenen Orten in Georgia. Der Film wurde in den USA in 2.821 Kinos gezeigt und spielte in der ersten Woche 21 Millionen Dollar und insgesamt weltweit 82 Mio. US-Dollar ein. In Deutschland wurde der Film von 348.010 Kinobesuchern gesehen. Nur 5 Prozent der auf der Filmbewertungswebsite Rotten Tomatoes gesammelten Kritiken, bewerteten den Film positiv und die Nutzer der Filmdatenbank Internet Movie Database gaben ihm durchschnittlich 4,4 von 10 Punkten (Stand 2020).

## Kritik
„Wie schon in den beiden Vorgängern setzt auch Teil 3 vor allem auf den Verkleidungsrausch von Martin Lawrence. Nur leider bietet seine Figur ebenso wenige Überraschungen wie die unlogische Story, die faden Gags und die überkandidelten Actioneinlagen. Immerhin verzichteten die Macher auf übermäßig derbe Kalauer, spickten dafür ihren Unsinn aber mit harmlosen Gesangs- und Tanzeinlagen im ‚High School Musical‘-Stil.“

„Mit tolpatschigen Anleihen bei Billy Wilders "Manche mögen's heiß" kokettierende Verkleidungskomödie, die sich von einem abgeschmackten Gag zum nächsten schleppt und sich in infantilen Albernheiten ergeht.“

„Nach ‚Big Mama’s Haus‘ und ‚Big Mama’s Haus 2‘ nervt Martin Lawrence hier bereits zum dritten Mal als Big Mama und reiht eine widerliche Zote an der anderen. Mit einer witziger Komödie hat dieser Streifen aber auch gar nichts zu tun!“